# Budapest zászlaja
Budapest zászlaja Budapest főváros egyik jelképe. Az első zászlót a város egyesítésének évében, 1873-ban fogadták el, ez piros-sárga-kék trikolór volt, melyen a város címere szerepelt. Jelenleg használatos zászlaját 2011-ben alkották, mert a régit rendszeresen összetévesztették a román zászlóval; most fehér alapon látható a város címere, körben piros-zöld díszszegéllyel.

## Története

### Az első zászló
A főváros lobogójának tervét – a címerrel együtt – 1873. május 29-én fogadták el. A döntést az uralkodó, I. Ferenc József magyar király 1873. szeptember 21-én erősítette meg.
Budapest főváros lobogója (a címerhez hasonlóan) már születése pillanatától viták forrásává vált: helytelenítették, hogy a pesti címer szerepel a felső mezőben; hogy Buda középkori címeréből kiemelték az oroszlánt, s egyszerű címertartóvá „fokozták le”; hogy Óbudát csak egy kapu jelképezi; sőt, helytelen a Duna szerepeltetése is, mert a folyó nem összeköti, hanem szétválasztja a két várost.
A budapesti zászló színei Erdély címeréből származtak. A szabadságharc során ezek a színek Magyarország és Erdély egyesítését szimbolizálták. A román kormány 1848 nyarán hivatalos zászlajának is elfogadta a kék-sárga-piros trikolórt, hogy kifejezze ellenérzését az egyesítéssel kapcsolatban. (Mindkét lobogó színei a kék, a sárga és a piros. A román zászlón azonban függőlegesen vannak a színsávok, és a színeket balról jobbra a kobaltkék-krómsárga-cibóbervörös sorrendben és módon határozta meg a 75/1994 sz. törvény.) Budapest lobogóján viszont vízszintesen voltak a sávok, és a színek sorrendje fentről lefelé piros-sárga-kék. Budapest ezeket a színeket Erdély visszacsatolása előtti tisztelgésül választotta.

### A második zászló
Az első világháborút követően, amikor a románok elfoglalták Budapestet, sokakból ellenérzést váltott ki ez a színkombináció.
Az 1930. évi XVIII. tc. a zászló színkombinációját piros-sárga-zöld színekre módosította: a lobogó legalsó, kék sávját zöldre cserélték. Ez a zászló 1949-ig volt használatban.
Ezt követően a pártállami időkben Budapest zászlaját egyáltalán nem használták.[forrás?] Budapest Főváros Tanácsa 5/1990. sz. rendeletével intézkedett az eredeti, 1930 előtti változatú zászló színeinek újbóli alkalmazásáról, amelyre a város címere is felkerült.

### A harmadik zászló
A  piros-arany (sárga)-kék színű fővárosi lobogó színkombinációja és Románia nemzeti lobogójának hasonlósága ismét előtérbe került.
Tarlós István főpolgármester előzetes egyeztetések nélkül tervezett egy új zászlót, amit 2011. június 22-én a Fővárosi Közgyűlés fideszes és jobbikos képviselői nagy többséggel, 21 igen és 2 nem szavazattal megszavaztak. Az MSZP nem vett részt a szavazásban. A főpolgármester az új zászlóról szóló rendelet szükségességét azzal indokolta, hogy a korábbi zászló könnyen összetéveszthető volt más lobogókkal. Az új lobogó fehér színű, nemzeti színekből összeálló (piros-zöld), befelé mutató farkasfogazattal szegélyezett zászló, közepén a város addig is használatos címerével.
Az új zászló hasonló az 1848–49-es forradalom és szabadságharcban a Honvédsereg által használt zászló, valamint Magyarország hadizászlójának színeihez és formájához, ami szintén fehér színű, valamint piros és zöld, úgynevezett farkasfogakkal szegélyezett, közepén a magyar címerrel. Nem csak az ellenzék, de Hende Csaba akkori honvédelmi miniszter és Semjén Zsolt is (akkor az ország jelképeinek megújításáért felelős kormánytag) közösen tiltakozott az új zászló miatt, mivel az a katonai zászlók hagyományait követi.
Később a farkasfogakat „egymásba fordított, piros és zöld egyenlő szárú, egymással nem érintkező háromszögekből összeálló díszszegélyre” módosították. Ez a módosítás 2011. augusztus 31-én lépett hatályba a Fővárosi Közgyűlés 21:3 arányú döntése nyomán.
A román nemzeti színeket hordozó budapesti lobogó megváltozását a román sajtó higgadtan fogadta.

## Budapest zászlajai időrendben

Budapest tervezett zászlaja (1873) nem volt használatban
Budapest zászlaja (1873–1930)
Budapest zászlaja (1930–1949)
Budapest zászlaja (1984–1990)
Budapest zászlaja (1990–2011)
Budapest zászlaja 2011. augusztus 15. és szeptember 15. között
Budapest hatályos zászlaja 2011 óta

### Hasonló zászlók

Románia zászlaja
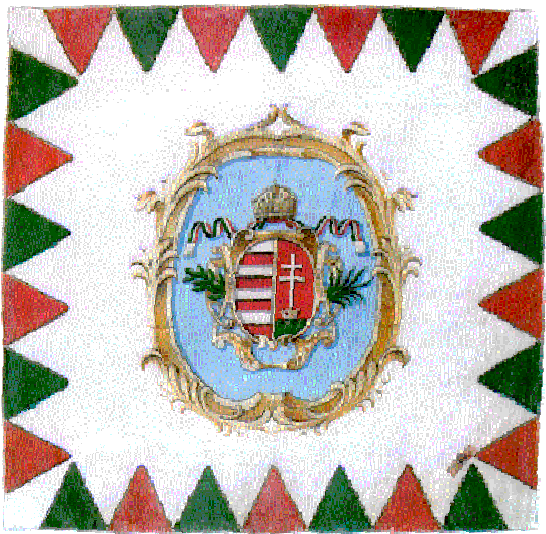
1848-as zászló
Magyarország hadizászlója